# Œil-de-chat (dispositif rétroréfléchissant)

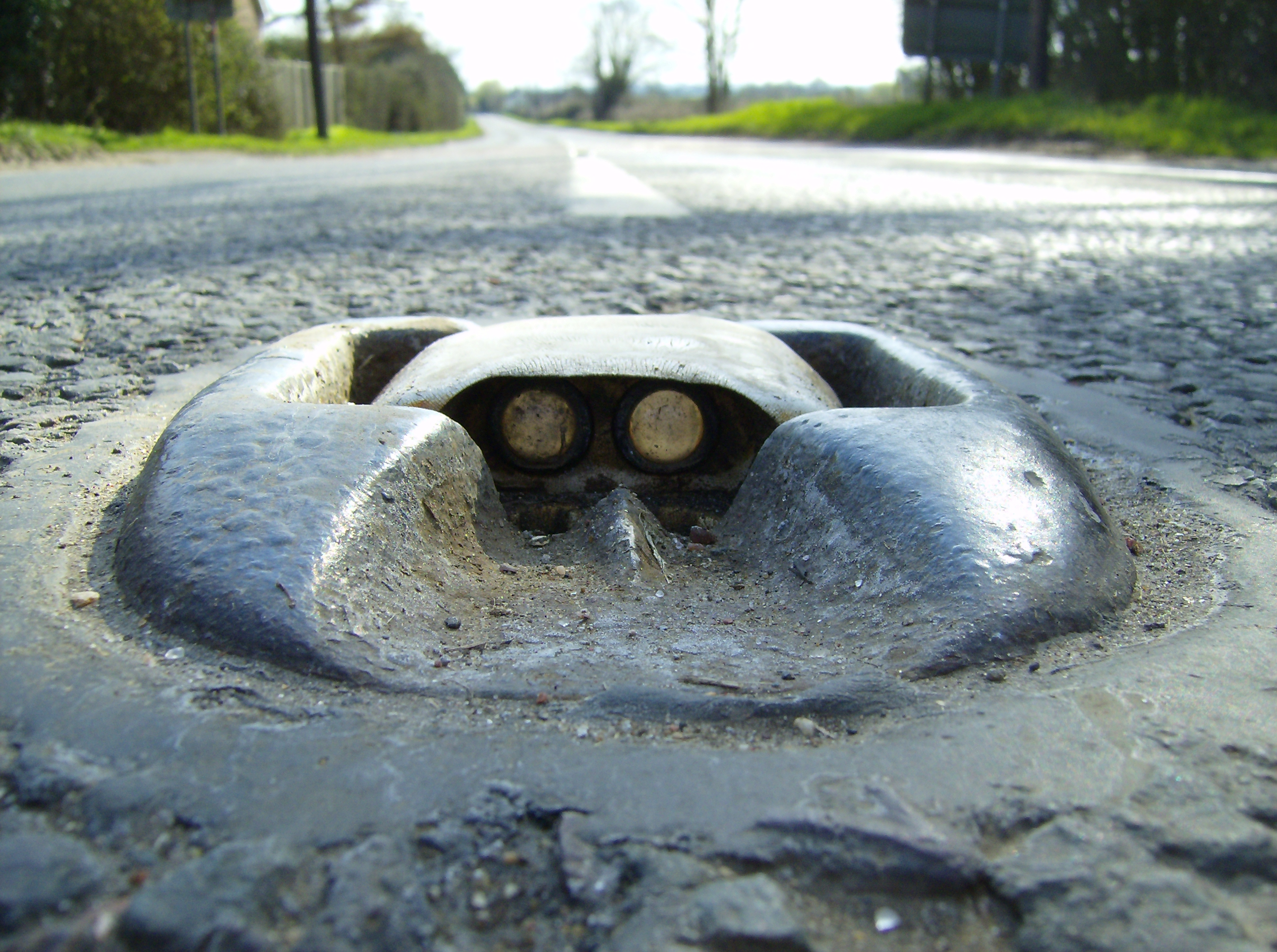
Un œil-de-chat installé sur la chaussée (modèle original).

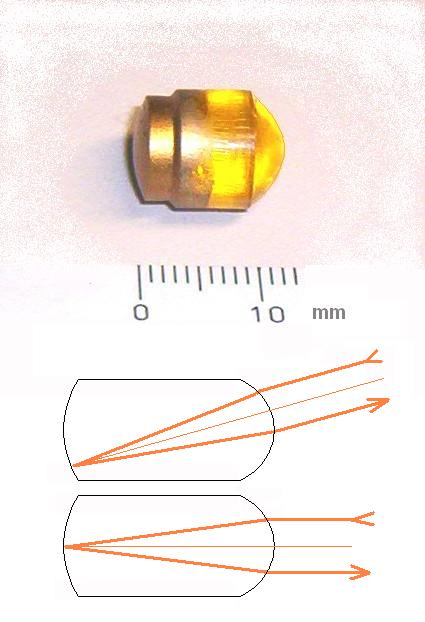
Principe du réflecteur présent dans les œils-de-chat.

Un œil-de-chat (en anglais cat's eye) est un type de dispositif rétroréfléchissant inséré dans la chaussée, qui utilise une réflexion de la lumière des phares (similaire à un catadioptre) pour marquer la bordure de la voie de circulation. La législation routière locale a rendu ce dispositif populaire sur l'ensemble des routes du Royaume-Uni et à Hong Kong.

## Histoire
L'œil-de-chat a été breveté en 1934 au Royaume-Uni par l'homme d'affaires Percy Shaw (en) (1890-1976), même s'il a sans douté été inventé deux ans plus tôt par Frederick Walter Madeley Lee (1904-1977). Il comporte deux paires de sphères réfléchissantes incrustées dans un dôme en caoutchouc protégé par une monture en métal. Quand un véhicule passe sur l'œil-de-chat, le dôme s'enfonce légèrement et une bande de caoutchouc fixe nettoie la surface des sphères (avec d'autant plus d'efficacité que l'eau a tendance à s'accumuler en dessous). 
Le black-out pendant la Seconde Guerre mondiale a contribué au succès de cette invention.
Depuis les années 2000, il existe des œil-de-chat à LED alimentés par l'énergie solaire.